# モンスタートラック (映画)
『モンスタートラック』（原題: Monster Trucks）は2016年にアメリカ合衆国で製作されたコメディ映画である。監督はクリス・ウェッジ、主演はルーカス・ティルが務めた。
本作には製作費だけで1億2500万ドルが費やされたにも拘わらず、その半分程度しか回収できなかったため、2017年を代表する赤字映画とみなされた。パラマウント・ピクチャーズは本作の興行的失敗を受けて、1億1500万ドルの赤字を計上したと報じられている。
本作は日本において劇場公開されなかったが、2017年6月7日にBlu-ray＋DVDセットが発売された。

## ストーリー
ノースダコタ州。テラヴェックス・オイル社が水圧破砕法で石油の採掘を行っていたところ、図らずも地中の生命体を地上に解放してしまった。その内の2体は捕獲できたものの、残り一体は行方知れずになった。その頃、高校生のトリップ・コーリーは母親から自立すべく、廃品置き場でアルバイトを始めることにした。トリップの母親のシンディは保安官のリックに熱を上げていたが、なかなか真剣な交際に発展しなかった。その鬱憤が家族不和の原因になったのである。トリップは街から離れるために、廃品置き場の部品を使ってトラックを組み立てることにした。ある夜、トリップは作業中に謎の生命体を発見した。1度は捕獲に成功したものの、隙を突いて逃げられてしまった。
翌日、トリップとそのクラスメートのメレディスは再び謎の生命体に遭遇した。生命体はトリップが組み立てていたトラックに住み着き、石油を食料としていたのである。あっという間に生命体と仲良くなったトリップは、彼にクリーチという名前をつけ、家に帰れるよう協力すると申し出た。さらに、トリップはトラックをクリーチが住みやすいように改良し、クリーチが自分の意志でトラックを運転できるようにした。クリーチが走る姿を見たメレディスは、そのスピードと運転技術に目を瞠った。2人はクリーチの願いを叶えるべく、トリップの父親であるウェイドの助けを借りることにした。
テラヴェックス・オイル社のCEO、リース・テネソンは生命体が引き起こした一件に頭を抱えていた。石油採掘が中止になる可能性を怖れていたのである。テネソンは同種の事故が二度と発生しないように、油田に毒を投入し、捕獲した2体の生命体を殺す決断を下した。テネソンに雇われたバークは2体を殺そうとしたが、ジム・ダウド博士の抵抗を受けた。博士は2体に感情と知性が存在することに気が付き、何としてでも命だけは助けようと心に決めていたのであった。
トリップはウェイドの協力を取り付けたが、それは罠だった。ウェイドはクリーチをバークに売却するつもりだったのである。それに気が付いた一行は、クリーチのトラックで逃げ出したが、バークの追跡を受けることとなった。走行中の電車を飛び越すという荒技を使って追っ手を振り切った一行は、メレディスの父親が所有する小屋で一泊することにした。その頃、バークは独断で行動したことを咎められていた。
翌朝、クリーチは仲間に何か良からぬ事態が起きるという直観を得たため、彼らが捕らえられているテラヴェックス・オイルの本社へと向かった。クリーチがどこへ行ったか分からず途方に暮れたトリップとメレディスではあったが、トラックの中にトリップの携帯電話があったため、メレディスの携帯からクリーチの後を追うことができた。テラヴェックス・オイル社が捕獲したのは、クリーチの両親であった。本社にやって来たクリーチは職員にあっさり捕獲されてしまった。その後、クリーチを探しにトリップとメレディスがテラヴェックス・オイルの本社にやって来たが、テネソンから「クリーチのことは忘れた方が身のためだぞ」と脅され、やむなく本社を後にすることにした。
万策尽きた2人だったが、そこに思わぬ助っ人が現れた。
ジム・ダウド博士である。

## キャスト
※括弧内は日本語吹替。
- ルーカス・ティル - トリップ・コーリー（中村章吾）
- ジェーン・レヴィ - メレディス（おまたかな）
- エイミー・ライアン - シンディ・コーリー（斎藤恵理）
- ロブ・ロウ - リース・テネソン（志賀麻登佳）
- ダニー・グローヴァー - ミスター・ウェザース（木村雅史）
- バリー・ペッパー - リック（青山穣）
- ホルト・マッキャラニー - バーク（山本格）
- フランク・ホエーリー - ウェイド・コーリー（落合弘治）
- トーマス・レノン - ジム・ダウド博士（佐久田脩）
- タッカー・アルブリジー - サム・ゲルドン（中林俊史）
- サマラ・ウィーヴィング - ブリアン
- ダニエル・ベーコン - 技師

日本語吹替その他：永吉ユカ、駒谷昌男、西村太佑、羽野だい豆、虎島貴明、中村紗彩、関雄、夏目ミキ、平修、森永麻衣子
日本語版制作スタッフ　演出：伊達康将、翻訳：浅野倫子、制作：東北新社

## 製作
2013年7月31日、パラマウント・アニメーションは新シリーズを構想している事を発表し、その第1作は『モンスタートラック』というタイトルになると明かした。8月にはクリス・ウェッジが監督に起用され、全米公開日が2015年5月29日に設定された。製作作業は主にバンクーバーで行われた。2014年2月19日、ルーカス・ティルとジェーン・レヴィが本作に出演するとの報道があった。3月24日、エイミー・ライアンが本作で主人公の母親を演じると報じられた。26日、ホルト・マッキャラニーの出演が決まった。4月1日、フランク・ホエーリーとダニー・クローヴァーが本作に出演すると報じられた。10日、トーマス・レノンの出演が決まった。14日、バリー・ペッパーが本作に起用されることになったという報道があった。24日、タッカー・アルブリジーが本作に出演することが決まったと報じられた。30日、ロブ・ロウの出演が決まった。
2014年4月4日、本作の主要撮影がブリティッシュコロンビア州のカムループスで始まった。5月13日にはチリワックでの撮影が行われた。

## 公開・興行収入
本作の全米公開日は複数回にわたって変更された。2015年5月29日→2015年12月25日→2016年3月18日と公開日が延期されていった。2015年11月10日、本作の全米公開日が2017年1月13日に延期されるとの報道があり、これが最後の変更となった。
本作は『バイバイマン』と『スリープレス・ナイト』の2本と同じ週に公開され、公開初週末に800万ドルから1000万ドルを稼ぎ出すと予想されていたが、実際の数字はそれを上回るものであった。2017年1月13日、本作は全米3119館で封切られ、公開初週末に1095万ドルを稼ぎだし、週末興行収入ランキング初登場7位となった。

## 評価
映画批評集積サイトのRotten Tomatoesには82件のレビューがあり、批評家支持率は32%、平均点は10点満点で4.5点となっている。サイト側による批評家の見解の要約は「アイデアが素晴らしいものであるにも拘わらず、簡潔かつ単調な作りの『モンスタートラック』が感動的な長編映画たりうるには、モンスターやトラック以上のものが必要だった。」となっている。また、Metacriticには23件のレビューがあり、加重平均値は41/100となっている。なお、本作のCinemaScoreはAとなっている。